# Château de Montalto Dora
Le château de Montalto Dora (en italien : Castello di Montalto Dora) est un ancien château-fort situé dans le commune de Montalto Dora près d'Ivrée au Piémont en Italie.

## Histoire
Le château de Montalto Dora a été construit dans la première moitié du XIIe siècle en position panoramique sur le mont Crovero (405 mètres) surplombant le lac Pistono,, étant mentionné sous le nom de castrum monsalti pour la première fois dans un document datant 1140.
Pendant le XIVe siècle et le XVe siècle, le château est modifié et agrandi pour l'améliorer d'un point de vue difensif. 
Au XIXe siècle, il est restauré par les architectes Carlo Nigra et Alfredo d'Andrade, idéateurs aussi du bourg médiéval de Turin.